# Colias christophi
Colias christophi  é uma borboleta da família Pieridae. Ela é encontrada no Quirguistão e Tajiquistão.

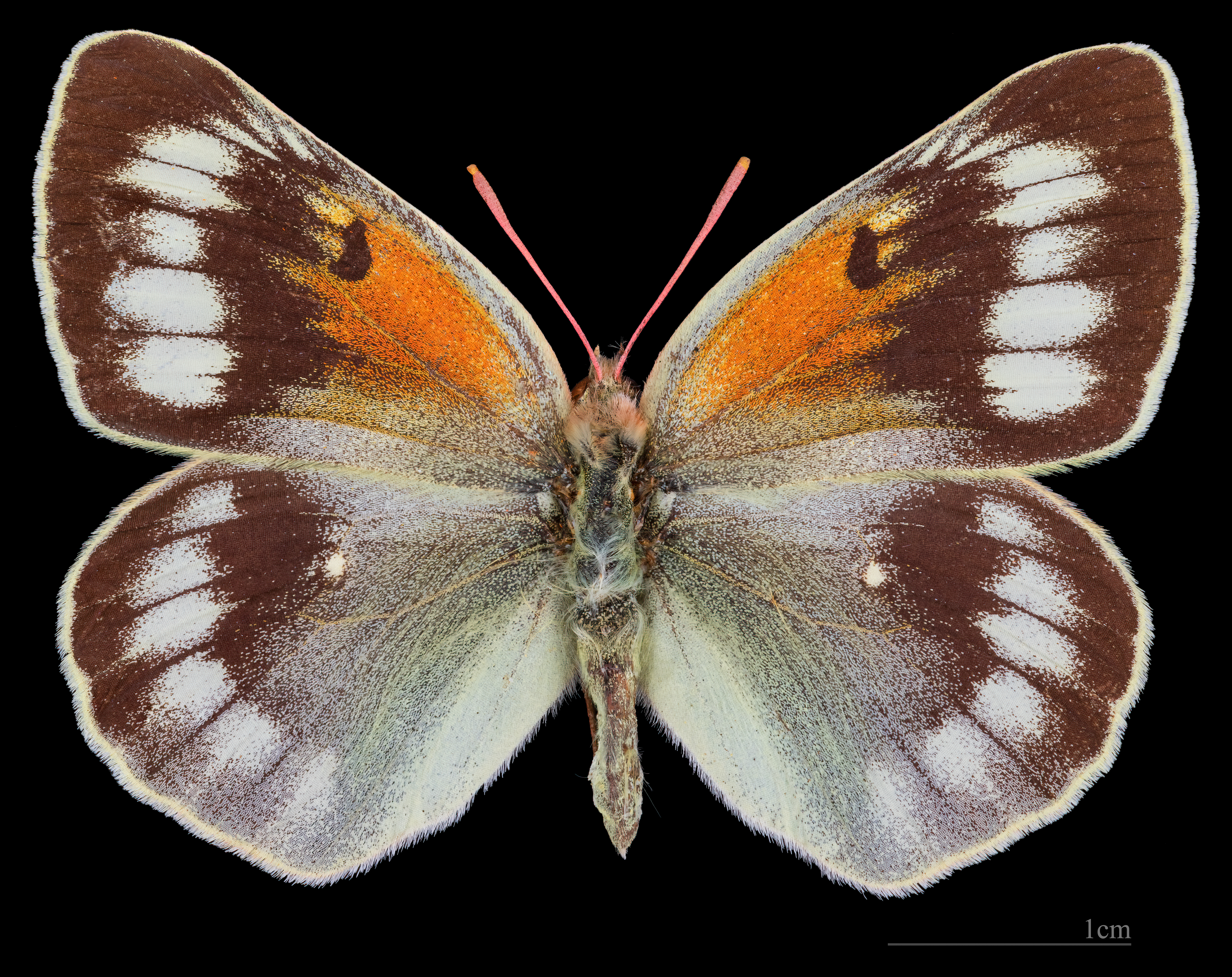
Colias christophi ♀
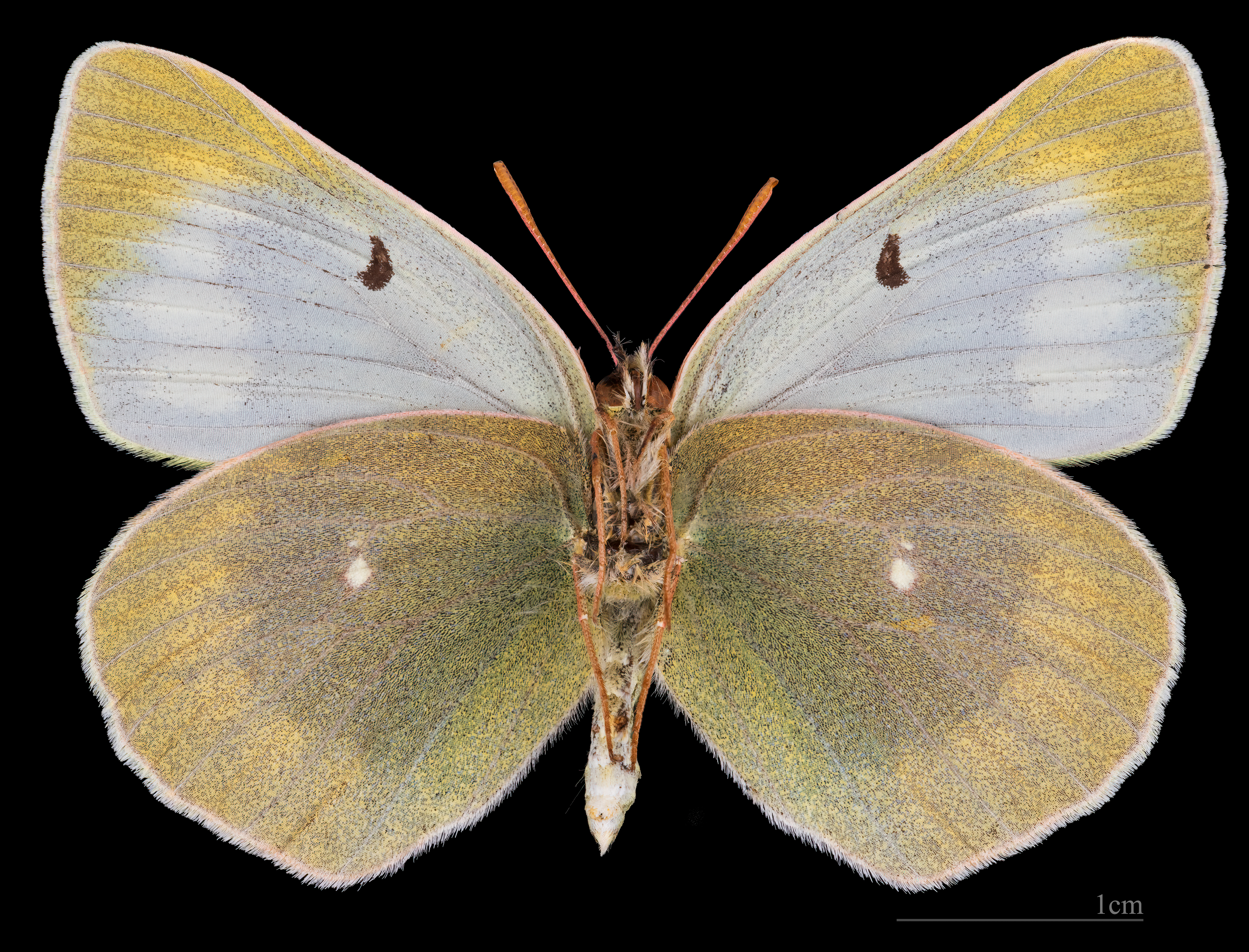
Colias christophi ♀△

## Subespécies
- C. c. christophi - Quirguistão
- C. c. kali Korb, 1999 - Tajiquistão